# Материнка ліванська
Матери́нка ліва́нська, або ліва́нське орега́но (лат. Origanum libanoticum) — багаторічна рослина родини глухокропивових. Походить з гірських регіонів Лівану та Сирії..
Ліванське орегано цінується за його привабливе листя, але особливо за рожеві приквітки та квіти. Цвіте цей вид влітку і восени

## Опис
Невелика трав'яниста рослина заввишки від 20 до 30 см та завширшки до 35 см. Листки яйцеподібні, тупі, 1-1,5 см завдовжки, ароматні, але не настільки запашні, як в інших видів орегано. Квіти і приквітки рожеві, у сукупності утворюють суцвіття, схожі на шишки хмелю. Рослина квітне у липні-вересні. Наприкінці цвітіння квіти всихають, буріють та стають схожими на паперові.

## Застосування
Материнка ліванська застосовується як декоративна рослина, але не використовується у кулінарії на відміну від деяких інших представників роду. Приквітки використовують для складання сухих букетів.